# Річний (Смоленський район)
Річни́й (рос. Речной) — селище у складі Смоленського району Алтайського краю, Росія. Входить до складу Кіровської сільської ради.
Стара назва — Ферма 1-а совхоза Алтай.

## Населення
Населення — 134 особи (2010; 157 у 2002).
Національний склад (станом на 2002 рік):
- росіяни — 76 %